# Manasia (Ialomița megye)
Manasia község és falu Ialomița megyében, Munténiában, Romániában.

## Fekvése
A megye nyugati részén található, a megyeszékhelytől, Sloboziatól, hatvan kilométerre nyugatra, a Ialomița folyó bal partján, Urziceni közelében. 

## Lakossága
| Nemzetiségek | 2002 | 2002   |
| ------------ | ---- | ------ |
| Románok      | 4563 | 97,54% |
| Romák        | 110  | 2,35%  |
| Összesen     | 4673 | 100,0% |